# Спасская, Ираида Васильевна
Ираи́да Васи́льевна Спа́сская (6 ноября 1944, Свердловский, Московская область — 23 января 2025) — советская спортсменка (шашки), гроссмейстер, четырёхкратная чемпионка СССР по русским шашкам, вице-чемпионка мира по стоклеточным шашкам (1974 год). Ученица Льва Моисеевича Рамма. Сестра шахматиста Бориса Спасского.

## Биография
В 1943 году родители Ираиды вырвались из осаждённого Ленинграда, семья стала жить в посёлке Свердловский Щёлковского района. Отец, командовавший автомобильным подразделением, в 1944 году покинул семью, оставив жену на третьем месяце беременности, а в ноябре на свет появилась Ираида. После окончания войны летом 1946 года семья вернулась в Ленинград
Ираида Васильевна Спасская писала о себе:
 А назвали меня Ираидой в честь Ираиды Масленниковой, которая поделилась с братом Борисом продовольственной посылкой в те голодные годы, и он настоял, чтобы меня так окрестили. Отец оставил нас, когда я ещё не родилась, мама была на третьем месяце. 
С 2000-х годов Ираида Васильевна работала преподавателем шашек в Санкт-Петербургской гимназии № 56.
Успешно играла в русские и международные шашки в турнирах среди мужчин.
Из интервью газете Санкт-Петербургские ведомости, 10.08.2007:

— Вы, Ираида Васильевна, добились больших успехов не только в русских шашках, но и в международных (стоклеточных) шашках. Сложно было перейти на большую доску?

— В русских шашках мы не имеем права на ошибку. Здесь, если игрок превосходит соперника по классу и знаниям, он, как правило, всегда победит. Работа и занятия требуют кропотливого, напряженного труда. Мы по крохам собирали варианты, разрабатывали идеи, а потом применяли это на доске. В семидесятых годах председатель центрального совета ДСО «Спартак» Владимир Ильич Векшин по моей просьбе устроил в Ташкенте первый женский турнир по международным шашкам. После этого соревнования женщины стали играть и в стоклетки. На первом неофициальном чемпионате СССР я заняла второе место после Елены Михайловской и в том же году оказалась в Голландии на первом чемпионате мира. Там мне досталась серебряная медаль. За этот успех мне должны были присвоить звание гроссмейстера, но дали только международного мастера. Гроссмейстера присвоили уже позже, в 1991 году, за старые заслуги.— Ираида Спасская: На свою судьбу не жалуюсь
Скончалась 23 января 2025 года на 81-м году жизни.

## Личная жизнь
Была замужем за Евгением Лысенко (1934—2006), советским шашечным тренером, теоретиком.

## Спортивные достижения
- Чемпионка СССР по русским шашкам 1965, 1966, 1968, 1971.
- Вице-чемпионка мира (международные шашки, 1974).
- Первой из женщин выполнила норму мастера в мужском турнире (1963).

### Русские шашки
1962 г. — г. Севастополь — лично-командное первенство СССР среди юношей и девушек — II место среди девушек и I место в составе команды Ленинграда (В. Литвинович, Б. Кузнецов, И. Спасская, В. Голосуев)
1964 г. — чемпионат Ленинграда — I место
1964 г. — Москва — VI командный чемпионат СССР — I место в составе команды ДСО «Спартак»
1964 г. — г. Уфа — VIII чемпионат СССР среди женщин — VI место
1965 г. — Москва — VII командный чемпионат СССР — I место в составе команды Ленинграда
1965 г. — г. Кишинёв — IX чемпионат СССР среди женщин — I место (был дополнительный матч с И. Цине)
1966 г. — г. Сухуми — командный чемпионат ВЦСПС — III место в составе команды ДСО «Спартак»
1966 г. — г. Нальчик — X чемпионат СССР среди женщин — I место
1967 г. — г. Одесса — IX командный чемпионат СССР — II место в составе команды Ленинграда
1968 г. — чемпионат Ленинграда — I место
1968 г. — г. Одесса — X командный чемпионат СССР — III место в составе команды ДСО «Спартак»
1968 г. — г. Таллин — XII чемпионат СССР среди женщин — I место (был дополнительный матч с И. Цине)
1969 г. — г. Волгоград — II традиционный турнир городов-героев — I место на 5-й доске и II место в составе команды Ленинграда («100»: В. Епифанов, Г. Розин; «64»: Е. Лысенко, А. Напреенков, И. Спасская, представитель Л. Гусарова)
1969 г. — г. Магнитогорск — XI (последний) командный чемпионат СССР — I место в составе команды Ленинграда (А. Могилянский, С. Гершт, В. Епифанов, А. Напреенков, В. Петров, В. Голосуев, Н. Кононов, В. Литвинович, И. Спасская, И. Тихеева, тренер Е. Лысенко, команду готовили также Л. Рамм и Б. Герцензон)
1970 г. — г. Тирасполь — XIV чемпионат СССР среди женщин — IV место
1971 г. — г. Вильнюс — XV чемпионат СССР среди женщин — I—II места
Б. Только игра за команду Ленинградской области в Кубках России
1974 г., 6-13 марта — г. Калуга — полуфинал розыгрыша лично-командного Кубка РСФСР — I место в составе команды Ленинградской области и выход в финал
1974 г. — г. Курск — финал розыгрыша лично-командного Кубка РСФСР — IV место в составе команды Ленинградской области [«64»: А. Напреенков, И. Спасская, Б. Гольдберг (юноша); «100»: В. Мошкин, Б. Черняков, С. Матвеев (юноша), В. Курюкин (юноша), представитель В. Вейцман]
1975 г. — г. Калинин — полуфинал командного розыгрыша Кубка РСФСР — II место в составе команды Ленинградской области и выход в финал (А. Напреенков, Е. Лысенко, В. Мошкин, Б. Кузнецов, И. Спасская…)
1975 г. — Калуга — финал командного розыгрыша Кубка РСФСР — I место в составе команды Ленинградской области [«64»: Э. Цукерник, Н. Кононов, И. Спасская, Ю. Морозов (юноша); «100»: Б. Кузнецов, А. Напреенков, тренер Е. Лысенко]
1976 г. — г. Грозный — полуфинал командного розыгрыша Кубка РСФСР — I место в составе команды Ленинградской области и выход в финал (Э. Цукерник, А. Напреенков, Б. Кузнецов, В. Мошкин, Б. Черняков, И. Спасская)
1976 г. — г. Ростов-на-Дону — финал командного розыгрыша Кубка РСФСР — II место в составе команды Ленинградской области (А. Напреенков, Э. Цукерник, Е. Лысенко, Б. Кузнецов, И. Спасская …, представитель В. Захаров)
В розыгрышах Кубка РСФСР в составах сборной Ленинградской области участвовала ежегодно по 1980 г.

### Стоклеточные шашки
1974 г. — г. Калинин — чемпионат ЦС ДСО «Спартак» среди женщин — I место
1974 г. — Калинин — всесоюзные соревнования среди женщин — II место
1974 г. — г. Амстердам, Голландия — чемпионат мира среди женщин — II место
1975 г. — г. Бендеры — финал I чемпионата СССР среди женщин — IV место
1976 г. — г. Ташкент — финал II чемпионата СССР среди женщин — VI место
1977 г. — г. Сухуми — финал III чемпионата СССР среди женщин — VI место
В финалах чемпионатов страны участвовала ещё трижды — в 1980 г. в Вильнюсе, в 1981 г. в Минске и в 1984 г. в Ленинграде.
1978 г. — г. Ташкент — международный турнир — VI место
1980 г. — г. Каменск Ростовской области — чемпионат РСФСР — I место
1987 г. — международный матч РСФСР — Польша — участница